# Pühret
Pühret là một đô thị thuộc huyện Vöcklabruck thuộc bang Oberösterreich, Áo. Đô thị Pühret có diện tích 7 km², dân số thời điểm năm 2006 là 580 người.